# Ilie Năstase
Ilie Năstase (Bukurešt, 19. srpnja 1946.), rumunjski bivši tenisač.
Tenisom se je bavio od 1966. godine, a profesionalno se od 1969. do 1985 godine. Do sada mu je najveći uspjeh osvajanje dvaju Grand Slam turnira u pojedinačnoj konkurenciji, Roland Garrosa (pobijedivši hrvatskog tenisača Nikolu Pilića) i otvorenog prvenstva SAD-a, triju u muškim parovima, dvaju u mješovitim parovima te četiriju Masters Grand Prixa. 
Bio je najboljim igračem na ATP-ovom popisu od 23. kolovoza 1973. do 2. lipnja 1974. godine.
Jednim je od samo petorice igrača koji su skupili preko 100 osvojenih naslova na turnirima s ATP-ovog popisa: 57 pojedinačnih i 45 u paru.
Od 1991. je uvršten u Međunarodnu tenisku Dvoranu slavnih.

## Vanjske poveznice
- Međunarodna teniska Dvorana slavnih Stranica posvećena Ilieu Năstaseu